# Стрижевська Євгенія Ігорівна
Євгенія Ігорівна Стриже́вська (нар. 13 квітня 1980, Одеса) — діячка культури, ідеолог та організаторка міжнародних музичних фестивалів, авторка та ведуча програм про музику на радіо і телебаченні, артдиректорка клубів та культурних платформ, журналістка.

## Життєпис

### Освіта
У 2009 році закінчила КНУ ім. Т. Г. Шевченка, Інститут Журналістики. До цього навчалась у Педагогічному Коледжі ім. К. Д. Ушинського де у 2000 році закінчила музично-педагогічний факультет, спеціальність — мистецтво, музична педагогіка.

### Організація музичних проєктів
Mirum Music Festival
На цьому фестивалі вперше в Білорусі виступили українські гурти: ONUKA, Вагоновожатые, The_Hardkiss, Dakooka.
Дні Українського джазу в Росії (2009 р.).
Артисти: A-LAbuzhev Quartet, Роксана Смірнова, Тамара Лукашева, Вадим Неселовський, Андрій Прозоров.
Запис першого альбому українських джазових музикантів у Польщі (2009 р., Катовиці).
Артисти: тріо Гуменюк-Єресько-Марков.
Фестиваль «Дні Правильної Білоруської Музики» (2010—2011 рр., Київ) .
Фестиваль проходив у Арт-клубі «44» та Sullivan Room.
Артисти: Етно-Тріо «Троица», Cherryvata, Kusudama, Yellow Brick Road, Osimira, The Toobes, Кабаре Бенд «Серебряная Свадьба», The Apples, Сергей Пукст, Нагуаль, Фляус и Кляинн.
Colisium Міжнародна Музична конференція (2016 р., Мінськ)
Спікер та модераторка від України, та спікер від Білорусі.
TEDex Україна (2012—2013 рр. Київ).
Музичний партнер заходу.

### Фестивальна діяльність
Polyana Music Festival
З березня 2016 року Євгенія Стрижевська є ідеологом, організаторкою та креативною директоркою Polyana Music Festival. Це фестиваль world music, сучасного етно та електроніки, що проходить на Закарпатті поблизу курортного містечка Поляна.
Перший Polyana Music Festival, що відбувся в 2016 році, зарекомендував себе дуже позитивно. Його відвідало біля 7000 людей, фестиваль дістав багато схвальних відгуків від артистів, гостей та преси.
Kyiv Open Air
З травня 2014 по сьогодні Євгенія Стрижевська є організаторкою і творчою директоркою найдовшого київського полікультурного фестивалю просто неба — Kyiv Open Air, що триває від початку літа до жовтня.
У 2015 році Kyiv Open Air став фестивалем року за версією Ukrainian Event Awards.
Kyiv Open Air 2015 також був представлений кількома окремими фестивалями: «Мушля Джаз», «О'кєшкін Джаз», «Pre-party Koktebel Jazz Festival» та ін.
Країна Мрій
Із 2012 по 2015 рік — організатор, медіа-координатор та один з музичних редакторів культового етно-фестивалю Країна Мрій. В рамках співпраці з ГО «Країна Мрій», створені три літні та три зимові сесії фестивалю.
Koktebel Jazz Festival
Із 2005-го медіа-партнер, з 2008 по 2015 співорганізаторка та ведуча фестивалю. Куратор окремих проектів, таких як pre- after-party фестивалю, день Koktebel Jazz Festival на фестивалі Gogolfest (2014—2015). В рамках Koktebel Jazz Festival створила чимало спеціальних проектів та започаткувала співпрацю з великою кількістю українських та закордонних музикантів. Дотепер Євгенію Стрижевську, називають «Голосом Фестивалю».
Міжнародній джазовий фестиваль Do#Dж
З 2008 по 2010 рік працювала креативною директоркою івент-агенції ICMG де керувала міжнародним джазовим фестивалем Do#Dж, Міжнародним конкурсом молодих виконавців джазової музики Do#Dж Junior. Організувала та продюсувала перше українське Джазове турне по 7 містах країни дуету Неселовський-Прозоров. Завдяки Євгенії Стрижевській вперше у конкурсі Do#Dж Junior взяли участь музиканти не лише з пострадянських країн.
Chernihiv Jazz Open
2011—2012 рік займалась букінгом артистів та була ведучою фестивалю.
Дитячий Міжнародний Джазовий Фестиваль «Атлант-М»
З 2004 по 2006 рік працювала виконавчим директор фестивалю. Багато з тих хто починали виступати на сцені «Атлант-М», сьогодні стали відомими джазовими музикантами країни.

### Музичний менеджмент, букінг, арт-дирекшн
Арт-Завод Платформа
Букінґ артистів, менеджмент фестивалю «Белые Ночи». Артисти що виступали в рамках цього проекту: Cepasa, Onuka, Dvoe, Tape Flakes, Panivalkova, Dakooka, Go-a, Тріо Наталі Лебедєвої, The Maneken, Minianimal, Morphom, Cape Cod feat Constantine, T.Y.O.M.A., Mojo, Sonique, K.A.T.Y.A., LUNA, Christian Burns, Cherokey, Dj O'Skrypka, Pianoboy.
C.A.D (з 2009 р. до тепер)
Директорка концертної агенції C.A.D.
Арт-Клуб 44 (2014—2015 рр.)
Артдиректорка Арт-Клубу 44 та 11-го міжнародного фестивалю «Octoberfest Kyiv».
Sullivan Room Kyiv (2011—2013 рр.)
Артдиректорка клубу.

### Авторка та ведуча програм
Радіо «ЕРА» (2003—2013 рр.)
Авторка та ведуча програми«Open Air» — 4-годинний радіофестиваль.
Авторка та ведуча циклу програм «Ера Джазу» — 30-хвилинні записні передачі, що виходили в ефір протягом 2003—2005 рр.
Національна Радіокомпанія України (2001—2011 рр.)
Авторка, ведуча, режисерка та редакторка радіопрограм: «Ера Джазу», «Музичні Баталії», «Візаві», «JazzПік» та інші. За час роботи в Національній Радіокомпанії України за участі Євгенії Стрижевської в ефір вийшло понад 5000 програм.
Business Radio Group (2006—2009 рр.)
Програмна директорка радіо Ренесанс, авторка програм «Музика за походженням» і «Comfotime».
Радіо Київ (2004—2006 рр.)
Авторка і ведуча 60-хвилинної програми «Джазове Місто».
Мелорама Продакшн (2002—2003 рр.)
Журналістка і сценаристка програми «Бадьорого ранку».

## Нагороди, відзнаки
Старт-ап року 2016 — Polyana Music Festival
Ukrainian event Awards кращий фестиваль 2015 року Kyiv Open Air.
Music Radio Kyiv  переможець конкурсу радіореклами, 2006 рік.